# Перес, Иньиго
И́ньиго Пе́рес Со́то (исп. Íñigo Pérez Soto; род. 18 января 1988, Памплона) — испанский футболист, полузащитник; тренер.

## Карьера
Иньиго — выпускник академии «Атлетика». До дебюта в основе команды он сыграл за её фарм-клубы «Чантрея», «Басконию» и «Бильбао Атлетик». За главную команду Страны Басков Иньиго дебютировал 28 октября 2009 года в кубковом матче с «Райо Вальекано» (0:2). В Примере он дебютировал 21 сентября 2010 года, заменив Икера Муньяина в матче с «Мальоркой». Вторую половину сезона игрок провёл на правах аренды в «Уэске». С приходом главного тренера Марсело Бьелсы Иньиго стал игроком основного состава, регулярно появляясь в центре поля или на позиции левого защитника.

## Достижения
«Атлетик Бильбао»
- Финалист Лиги Европы: 2011/12
- Финалист Кубка Испании: 2011/12